# Eujansea crenata
Eujansea crenata är en fjärilsart som beskrevs av Sergius G. Kiriakoff 1962. Eujansea crenata ingår i släktet Eujansea och familjen tandspinnare. Inga underarter finns listade i Catalogue of Life.